# Velecvjetna magnolija
Velecvjetna magnolija (lat. Magnolia grandiflora), vrsta američke magnolije raširene uz američko priobalje od Sjeverne Karoline do Floride i na zapad do Teksasa i Oklahome.
Velecvjetna magnolija je vazdazeleno drvo koje naraste do 37 metara visine (120 stopa). Njezino ime grandiflora znači veliki cvijet (grandis = velik + flor =cvijet), dok je naziv roda došao po francuskom botaničaru Pierreu Magnolu.
Cvijet je krupan, dvospolan, bijele boje, cvjeta od četvrtog do šestog mjeseca. Lišće ostaje na stablu dvije godine. Plod je jednosjemeni, drvenasti smeđi tobolac. Ovi tobolci čine skupni češerasti plod.
Uzgaja se i kao ukrasno drvo.
- cvijet
- plod
- list